# Martin Toccaferro
Martin Toccaferro è un film italiano del 1953 diretto da Leonardo De Mitri.

## Trama
A Genova si svolge "Indianopolis", una temeraria corsa in discesa dei "carretti", veicoli goliardici costruiti da studenti universitari. La madrina della manifestazione non può partecipare perché chiusa dentro la camera d'albergo a Rapallo a causa anche di maldestri camerieri e sfortuna del portiere Martino. Per questo ed altri fatti Martino verrà considerato uno iettatore, Verrà licenziato dal padrone dell'albergo ed anche sua figlia perderà il posto. In seguito Martino approfitta della patente di iettatore aprendo un apposito ufficio per il servizio di iettature a pagamento, ma una fortunata vincita alla lotteria di una sua cliente fa decadere la sua cattiva fama. Verrà reintegrato nella sua mansione originaria.